# Campeonato de Fútbol Femenino de Primera División B
El Campeonato de Fútbol Femenino de Primera División B, también conocido como la Segunda División Femenina, es la segunda categoría del fútbol femenino en Argentina. 
Comenzó a existir en 2016, luego de que la Asociación del Fútbol Argentino decidiera separar los equipos de Primera en dos divisiones, con base en los resultados finales en la temporada 2015. La creación de la segunda división permitió el ingreso de más equipos al torneo. Desde la temporada 2018-19, los equipos peor ubicados descienden a la primera división C, tercera categoría.

## Historia

### 2016
El primer torneo comenzó el 3 de abril de 2016 con 14 equipos que sumaba los equipos debutantes y los equipos que habían descendido de primera división en la temporada 2015, todos los clubes eran Almagro, Atlanta, Bella Vista (Córdoba), Defensores Unidos, Defensores del Chaco, Deportivo Moron Excursionistas, Hebraica, El Porvenir, Liniers, Lujan, Villa San Carlos, Leandro N. Alem y Fernando Cáceres FC, aunque Bella Vista y Leandro N. Alem abandonaron antes de comenzar el torneo mientras que Almagro le hizo durante el torneo. El torneo fue un ida y vuelta de todos contra todos. El 25 de septiembre de 2016, Villa San Carlos se proclamó campeón y logró el ascenso a primera división mientras que El Porvenir Y Atlanta que terminaron segundo y tercero respectivamente también lograron el ascenso.

### 2016-17
Para la temporada 2016-17 los equipos participantes disminuyeron a comparación con el anterior torneo de 14 equipos paso a 9 equipos, 2 debutantes y los otros 7 del anterior torneo, en total eran Camioneros, Defensores del Chaco, Deportivo Morón, Excursionistas, Hebraica, Liniers, Lima FC, Puerto Nuevo y Club Luján. El torneo comenzó el 3 de abril de 2016 y terminó el 4 de junio de 2017 en donde Deportivo Morón se proclamó campeón, mientras que Excursionistas y Hebraica segundo y tercero consiguieron los ascensos restantes.

### 2017-18
Para la temporada 2017-18 el Campeonato aumentaría de gran forma los equipos participantes que esta vez pasarían a 18 más el nuevo modelo de campeonato que haría que los dos primeros de la tabla ascendieran directamente mientras que del tercer puesto al séptimo puesto jugarían un reducido para definir el tercer ascenso. Este campeonato tuvo la curiosidad que por primera vez en mucho tiempo y primera vez en esta categoría se enfrentarían Independiente y Racing Club.
El campeón de esta temporada fue Independiente que se proclamó campeón por primera vez en su historia de la competencia y regresó a primera división tras solo una temporada ausente. El subcampeón fue el Club Atlético Lanús que al finalizar la temporada obtuvo la misma cantidad de puntos que Real Pilar Fútbol Club y tuvo que jugar un partido de desempate resultando ganador Lanús por 1 a 0 y obteniendo el segundo ascenso a primera división. El tercer equipo que logró el ascenso fue Racing Club que ganó el Torneo Reducido superando en la final a Real Pilar por 2 a 1 en el marcador global obteniendo así el tercer y último ascenso.

## Equipos participantes
En la primera división B 2025 participarán los equipos de los siguientes diecinueve clubes:
| Equipo                      | Localización      | Estadio(s)                 |
| --------------------------- | ----------------- | -------------------------- |
| Aldosivi                    | Mar del Plata     | Predio Punta Mogotes       |
| All Boys                    | Buenos Aires      | Islas Malvinas             |
| Argentinos Juniors          | Buenos Aires      | Predio CEFFA               |
| Argentinos Juniors          | Buenos Aires      | Diego Armando Maradona     |
| Atlanta                     | Buenos Aires      | Predio Antonio Carbone     |
| Atlanta                     | Buenos Aires      | Predio Rancho Taxco        |
| Atlanta                     | Buenos Aires      | Don León Kolbowsky         |
| Atlético Rafaela            | Rafaela           | Nuevo Monumental           |
| Camioneros                  | Nueve de Abril    | Predio Camino de Cintura   |
| Camioneros                  | Nueve de Abril    | Hugo Moyano                |
| Comunicaciones              | Buenos Aires      | Auxiliar del Alfredo Ramos |
| Comunicaciones              | Buenos Aires      | Alfredo Ramos              |
| Defensa y Justicia          | Gobernador Costa  | Predio de La Capilla       |
| Defensa y Justicia          | Gobernador Costa  | Norberto Tomaghello        |
| Defensores de Belgrano      | Buenos Aires      | Juan Pasquale              |
| Deportivo Merlo             | Parque San Martín | Predio El Remanso          |
| Deportivo Merlo             | Parque San Martín | José Manuel Moreno         |
| Deportivo Morón             | Morón             | Campo deportivo Pontevedra |
| Deportivo Morón             | Morón             | Nuevo Francisco Urbano     |
| El Porvenir                 | Gerli             | Gildo Ghersinich           |
| Estudiantes (LP)            | La Plata          | Jorge Luis Hirschi         |
| Lanús                       | Lanús             | Ciudad de Lanús            |
| San Miguel                  | Los Polvorines    | Malvinas Argentinas        |
| Sarmiento                   | Junín             | Ciudad deportiva           |
| Sarmiento                   | Junín             | Eva Perón                  |
| UAI Urquiza                 | Villa Lynch       | Monumental de Villa Lynch  |
| Unión                       | Santa Fé          | 15 de abril                |
| Actualizado a abril de 2025 |                   |                            |

### Distribución geográfica de los equipos
| Región                    | Cant. | Equipos |
| ------------------------- | ----- | --- |
| Provincia de Buenos Aires | 12    | Aldosivi, Camioneros, Defensa y Justicia, Deportivo Merlo, Deportivo Morón, El Porvenir, Estudiantes (LP), Estrella del Sur, Lanús, San Miguel, Sarmiento y UAI Urquiza. |
| Ciudad de Buenos Aires    | 5     | All Boys, Argentinos Juniors, Atlanta, Comunicaciones, Defensores de Belgrano.                                                                                           |
| Provincia de Santa Fe     | 2     | Atlético de Rafaela, Unión |

## Historial
| Primera división B | Primera división B | Primera división B | Primera división B |
| ------------------ | ------------------ | ------------------ | ------------------ |

| Temporada | Campeón                                | Subcampeón                             | Tercero                                |                                        |
| --------- | -------------------------------------- | -------------------------------------- | -------------------------------------- | -------------------------------------- |
| 2016      | Villa San Carlos                       | El Porvenir                            | Atlanta                                |                                        |
| 2016-17   | Deportivo Morón                        | Excursionistas                         | Hebraica                               |                                        |
| 2017-18   | Independiente                          | Lanús                                  | Racing Club                            |                                        |
| 2018-19   | Gimnasia y Esgrima (LP)                | S.A.T.                                 | Real Pilar                             |                                        |
| 2019-20   | Suspendida por la pandemia de COVID-19 | Suspendida por la pandemia de COVID-19 | Suspendida por la pandemia de COVID-19 | Suspendida por la pandemia de COVID-19 |
| 2020      | Deportivo Español                      | Comunicaciones                         |                                        |                                        |
| 2021      | Estudiantes (BA)                       | Ferro Carril Oeste                     |                                        |                                        |
| 2022      | Belgrano (C)                           | Banfield                               | Argentino (Rosario)                    |                                        |
| 2023      | San Luis FC                            | Newell's Old Boys                      | Talleres (C)                           |                                        |
| 2024      | Talleres (C)                           | Defensores de Belgrano                 |                                        |                                        |
| 2025      |                                        |                                        |                                        |                                        |

## Estadísticas generales

### Palmarés
| Equipo                  | Títulos     | Subtítulos  |
| ----------------------- | ----------- | ----------- |
| Villa San Carlos        | 1 (2016)    | 0           |
| Deportivo Morón         | 1 (2016-17) | 0           |
| Independiente           | 1 (2017-18) | 0           |
| Gimnasia y Esgrima (LP) | 1 (2018-19) | 0           |
| Deportivo Español       | 1 (2020)    | 0           |
| Estudiantes (BA)        | 1 (2021)    | 0           |
| Belgrano (C)            | 1 (2022)    | 0           |
| San Luis FC             | 1 (2023)    | 0           |
| Talleres (C)            | 1 (2024)    | 0           |
| El Porvenir             | 0           | 1 (2016)    |
| Excursionistas          | 0           | 1 (2016-17) |
| Lanús                   | 0           | 1 (2017-18) |
| S.A.T.                  | 0           | 1 (2018-19) |
| Comunicaciones          | 0           | 1 (2020)    |
| Ferro Carril Oeste      | 0           | 1 (2021)    |
| Banfield                | 0           | 1 (2022)    |

### Movilidad interdivisional

#### Con la Primera División A
| Temporada | Descendidos de la Primera División A                                                                           | Ascendidos de la Primera División B        |
| --------- | --- | ------------------------------------------ |
| 2016      | Villa San Carlos, Luján, Hebraica, Excursionistas, Ferro Carril Oeste, Defensores del Chaco, Almagro y Liniers | Villa San Carlos, El Porvenir y Atlanta    |
| 2016-17   | Puerto Nuevo                                                                                                   | Deportivo Morón, Excursionistas y Hebraica |
| 2017-18   | Independiente                                                                                                  | Independiente, Lanús y Racing Club         |
| 2018-19   | Hebraica | Gimnasia y Esgrima (LP) y S.A.T.           |
| 2019-20   | Atlanta y Deportivo Morón                                                                                      | No hubo                                    |
| 2020      | No hubo | Deportivo Español y Comunicaciones         |
| 2021      | No hubo | Estudiantes (BA) y Ferro Carril Oeste      |
| 2022      | No hubo | Belgrano (C) y Banfield                    |
| 2023      | Comunicaciones, Villa San Carlos y Deportivo Español                                                           | San Luis FC y Newell's Old Boys            |
| 2024      | El Porvenir, Estudiantes (LP), Lanús y Defensores de Belgrano                                                  | Talleres (C) y Vélez Sarsfield             |
| 2025      | |                                            |

#### Con la Primera División C
| Temporada | Ascendidos de la Primera División C    | Descendidos de la Primera División B           |
| --------- | -------------------------------------- | ---------------------------------------------- |
| 2019-20   | Suspendida por la pandemia de COVID-19 | Suspendida por la pandemia de COVID-19         |
| 2020      | Vélez Sarsfield y San Miguel           | No hubo                                        |
| 2021      | Belgrano (C) y Claypole                | No hubo                                        |
| 2022      | San Luis FC y Talleres (C)             | Almirante Brown, Liniers y Luján               |
| 2023      | Unión y Atlético Rafaela               | Atlas, Claypole y Puerto Nuevo                 |
| 2024      | Aldosivi y Estrella del Sur            | Deportivo Armenio, Lima FC y Deportivo Español |
| 2025      |                                        |                                                |

### Tabla histórica
Se consideran todos los partidos disputados en los torneos de primera división B.
| Pos. | Club       | Pts. | PJ  | G  | E  | P  | GF  | GC  | Dif. | Des. |
| ---- | ---------- | ---- | --- | -- | -- | -- | --- | --- | ---- | ---- |
| 1    | Luján      | 241  | 166 | 74 | 19 | 73 | 281 | 270 | 11   | 0    |
| 2    | Banfield   | 209  | 104 | 63 | 20 | 21 | 269 | 85  | 184  | 0    |
| 3    | Camioneros | 179  | 143 | 53 | 20 | 70 | 272 | 358 | -86  | 0    |